# Toni Birkmeyer

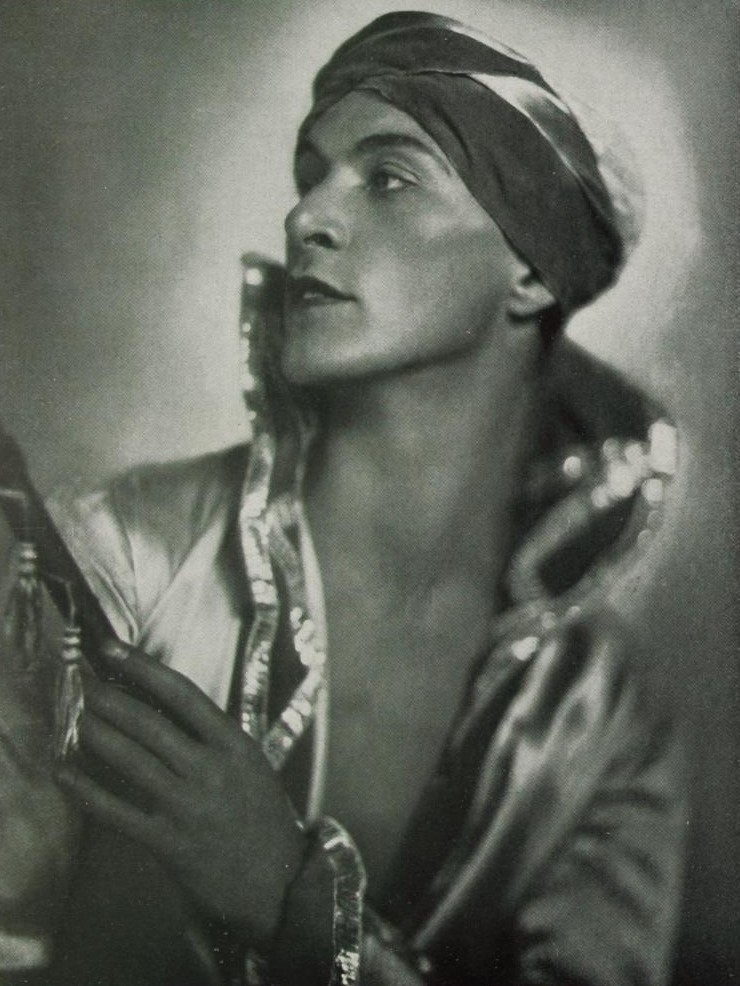
Toni Birkmeyer als Prinz Karneval;
Foto: Franz Xaver Setzer in der Zeitschrift Das Leben, 1927

Anton Heinrich „Toni“ Birkmeyer (* 25. April 1897 in Wien; † 30. August 1973 ebenda) war ein österreichischer Balletttänzer und Choreograf.

## Familiäre Herkunft
Birkmeyer entstammt einer Tänzer-Dynastie. Sein Urgroßvater Anton Birkmeyer (1808–1888) und seine Brüder Karl und Joseph waren Mitglieder des Kärntnertortheaters. Antons Söhne Adolf und Julius waren als Schauspieler aktiv. Zudem hatte sich eine private „Tanzschule Birkmeyer“ etabliert, der im Gesellschaftsleben Wiens im 19. Jahrhundert einige Bedeutung zufiel. Adolfs Sohn Hermann Birkmeyer, der Vater von Toni, setzte als Tanzlehrer die Familientradition fort, sein Cousin Fritz als Tänzer und Komparserieleiter der Wiener Hofoper. Durch Toni mehrte sich in der folgenden Generation das tänzerische Familienerbe. Ihm gelang es, die höchsten Positionen in der Hierarchie des Wiener Balletts zu erreichen. Seine Tochter Susanne Birkmeyer, Tochter einer jüdischen Mutter, war eine bekannte Balletttänzerin, die während der NS-Zeit um ihr Leben fürchtete. Sein Sohn Michael Birkmeyer (geb. 1943) ist ihm ebenso ein würdiger Nachfolger. Bislang letztes an das Staatsopernballett engagiertes Mitglied dieser Tänzerfamilie war Tonis Enkel Dominik Birkmeyer (der Neffe von Michael), der dem Ensemble von 2004 bis 2007 angehörte.

## Leben und künstlerisches Wirken
Mit zehn Jahren begann Toni Birkmeyer seine Ausbildung an der Ballettschule Wiener Staatsoper. Seine Lehrer waren Josef Zulka, Carl Raimund sen. und der Vorstand der Schule selbst, Joseph Haßreiter. 1912 wurde Toni in das Ballettensemble der Hofoper aufgenommen. Schon die ersten Solopartien zeigten seine Vielseitigkeit; er tanzte den Poeten in Hassreiters „Die Puppenfee“ und unterschiedliche Partien im jugendlichen Charakterfach. Birkmeyer wurde Erster Solotänzer sowie später Ballettdirektor des Wiener Staatsopernballetts. 1922 wurde ihm die Titelrolle in Richard Strauss’ „Josephs Legende“ übertragen, die er abwechselnd mit dem etwa gleichaltrigen Willy Fränzl zu tanzen hatte.
Von 1919 bis 1938 absolvierte er – neben seinen Aufgaben im Opernballett – Tanzabende als Partner von Grete Wiesenthal. Immer wieder in Wien, in Budapest 1921, in Paris 1922, auf einer Schweden-Tournee 1924, in Prag 1926, in Sofia 1927, bei den Salzburger Festspielen 1928. Auch in dem 1920 in Zürich uraufgeführten Mimodrama „Todestarantella“ von Julius Bittner war Birkmeyer an Wiesenthals Seite. Mit der Tanzgruppe Grete Wiesenthal trat er noch 1946 bei den Bregenzer Festspielen auf. Aber auch mit anderen Tänzerinnen gab Birkmeyer Tanzabende: Mit Hedy Pfundmayr (alias Hedy Nils) 1919 in Wien, mit Tilly Losch 1923/24 in Wien und Paris, mit beiden gemeinsam 1926 in Prag, mit Lo Hesse 1924/25 in Wien, Buenos Aires und Rio de Janeiro. Und noch bevor Birkmeyer gemeinsam mit Losch eigene Tanzabende gab, war er mit ihr im Dezember-Programm 1920 des Wiener Etablissements „Parisien“ (im Ronachergebäude) vertreten; unter den weiteren Mitwirkenden war Anita Berber.
Sein wohl wichtigstes Unternehmen war die Gründung des Toni-Birkmeyer-Balletts, das 1932 sein Debüt auf der Bühne des Burggartentheaters gab. Regelmäßige Gastspiele führten ihn mit seinem Ensemble an das Varieté Wintergarten nach Berlin; weitere wichtige Stationen waren London, Kopenhagen, Brüssel, Paris während der Weltausstellung 1937 und wieder London anlässlich der Feierlichkeiten zur Krönung von Georg VI. Eine weitere Tournee führte nach Schweden und Norwegen. Ein Gastspiel in den 1930er Jahren führte ihn auch nach New York.
Birkmeyer engagierte sich auch in der Lehre. Nicht nur an der Ballettschule der Wiener Staatsoper lehrte er, sondern auch an der Tanzabteilung der Akademie für Musik und darstellende Kunst. An diesem Institut unterrichtete er von 1945 bis 1963 die „Klassische Tanzform“. 1951/52 hatte er als Nachfolger von Grete Wiesenthal und als Vorgänger von Rosalia Chladek die Leitung der Abteilung inne. Für Schulaufführungen im Akademietheater schuf er unter anderem Ballette zu Ausschnitten aus Beethovens Die Geschöpfe des Prometheus (1948) und Richard Strauss’ Couperin-Suite (1953) sowie 1952 als Uraufführung Vis Colorum (Bert Rudolf).
Birkmeyer wurde 1939 aus der Reichstheaterkammer ausgeschlossen, was einem Berufsverbot gleichkam. Seinem Einspruch wurde unter der Bedingung, sich von seiner jüdischen Frau Jolanthe zu trennen, stattgegeben. Da er dies nicht umzusetzen gedachte, plante er mit ihr auszuwandern. Im April 1940 wurde er von der Gestapo verhaftet und im September 1940 wegen „Verbrechens nach der Rundfunkordnung“ (er hörte ausländische Sender) zu einem Jahr und sechs Monaten Zuchthaus verurteilt. Seine Ehefrau wurde ebenfalls festgenommen. Jolanthe Birkmeyer überlebte die Haft nicht, wurde nach Auschwitz deportiert und kam im Januar 1943 dort zu Tode.
1943 trat Birkmeyer sein Wiederengagement an der Wiener Staatsoper an und gestaltete bis zu seinem 1954 erfolgten Abschied vom Staatsopernballett Charakterpartien wie Coppélius in „Coppélia“, Magier in „Petruschka“ oder Komtur in „Don Juan“. 1962 verkörperte er bei den Wiener Festwochen im Theater an der Wien in Alban Bergs erstmals szenisch in Österreich aufgeführter „Lulu“ Jack the Ripper. Zu diesem Zeitpunkt aber hatte er die Familienstafette schon an seinen Sohn Michael übergeben, der in diesem Jahr als Student Oskar in Erika Hankas „Hotel Sacher“ seine erste Solorolle tanzte.

## Rezeption
Toni Birkmeyer galt als 

„eine Erscheinung im kulturellen Wien. Entsprechend seines noblen Tänzerfachs ein „Feiner“, war der Charmeur und Frauenschwarm eine Lichtgestalt in der etwas sperrigen Wiener Hochkultur; kaum verwunderlich also, dass er im Alter zu einem Grandseigneur wuchs.“

## Filmografie (Auswahl)
- 1936: Silhouetten